# Tibor Živković
Tibor Živković, cirill írással:Тибор Живковић, (Mostar, 1966. március 11. – Belgrád, 2013. március 26. ) szerb kora középkoros történész, akadémikus, egyetemi tanár. 

## Élete
Mostarban született 1966. március 11-én. 1985 és 1990 között a Belgrádi Egyetem Filozófiai Karán, az Ókortudományi Tanszéken tanult történelmet. 1996-ban szerzett mester fokozatot „Slavizacija na teritoriju Srbije 7. – 11. század stoljeća (Szlávosítás Szerbia területén a 7 – 11. században) című szakdolgozatával. 2000-ben pedig PhD fokozatot szerzett „Sloveni pod vlašću Vizantije od 7. do 11. veka” (Szlávok bizánci uralom alatt a 7. és 11. század között) című disszertációjával. Doktori tanulmányai alatt, 1997 és 1999 között a görög kormány ösztöndíjasa volt. Posztdoktori tanulmányait a Szerbiai Tudományos és Technológiai Fejlesztési Minisztérium ösztöndíjasaként a Bizánci Kutatási Központban (Bizánci Kutatási Intézet, Országos Görög Kutatási Alapítvány) folytatta.
1997-től a Szerb Tudományos és Művészeti Akadémia (SANU) Történettudományi Intézetében dolgozott, 2002–2010 között a Történeti Intézet igazgatója, valamint a Tervezési Bizottság kiadásainak főszerkesztője. 2003 és 2009 között ásatási csoportvezetőként vett részt az Ibar folyó mentén végzett régészeti ásatásokon. Általános középkort tanított a Banja Lukai Egyetem Filozófiai Karán.

## Tudományos munkássága
Történeti kutatási területe a délszlávok kora középkori történetével, valamint Szerbia, Bosznia, Horvátország, Bulgária és Görögország területével kapcsolatos összetett kérdéseket érintette. Kutatásaiban a hangsúly a szerbek kora középkori történetén volt. Új szempontból kutatta a De Administrando Imperiot (azzal érvelt, hogy a horvátokról és szerbekről szóló fejezetek a bizánci levéltárak különböző forrásai mellett főként egy elveszett forráson alapultak, amelyet hipotetikusan „De conversione Croatorum et Serborum”nak hívtak, és Anastasius Bibliothecarius írt a 8. században) és a dukljai pap krónikáját (Gesta Regum Sclavorum). Kutatta a szerb terület korai egyháztörténetét és a korai szerb uralkodókat. Számos tudományos közleménye és könyve jelent meg.

## Fő művei
- Forging Unity: The South Slavs Between East and West: 550-1150., 2008.
- Gesta Regum Sclavorum. Том II, 2009.
- Етничке промене на територији данашње Србије у периоду од 6. до 10 века, Гласник Етнографског института САНУ 45. 1997.
- Прилог хронологији аварско-словенских односа 559-578. године, Историјски часопис 42-43. (1995-1996) 1997.
- Етнички идентитет Јужних Словена (VII - XI век) - сведочанства савременика, Меридијани 3/4. 1999.
- Пљеваљски крај у раном средњем веку: нека размишљања, Гласник Завичајног музеја. Пљевља 2. 2001.
- Легенда о Павлимиру Белу, Историјски часопис 50. 2003.
- Константин Порфирогенит и дубровачки писци пре 1611, Историјски часопис 53. 2006.
- Заборављени архиепископ Бара, Историјски часопис 56. 2008. (заједно са Драганом Кунчер).
- Трпимирова титула прем казивању Gottschalk-a, Историјски часопис 58. 2009.

## Fordítás
Ez a szócikk részben vagy egészben  a   Tibor Živković című angol Wikipédia-szócikk ezen változatának fordításán alapul.  Az eredeti cikk szerkesztőit annak laptörténete sorolja fel. Ez a jelzés csupán a megfogalmazás eredetét és a szerzői jogokat jelzi, nem szolgál a cikkben szereplő információk forrásmegjelöléseként.